# Luková
Luková är en ort i Tjeckien.   Den ligger i regionen Pardubice, i den östra delen av landet, 160 km öster om huvudstaden Prag. Luková ligger 357 meter över havet och antalet invånare är 683.
Terrängen runt Luková är kuperad västerut, men österut är den platt. Luková ligger nere i en dal. Runt Luková är det ganska glesbefolkat, med 43 invånare per kvadratkilometer. Närmaste större samhälle är Lanškroun, 4,1 km norr om Luková. Trakten runt Luková består till största delen av jordbruksmark.